# 井下洋子
井下 洋子（いのした ようこ、1945年（昭和20年）5月24日 - ）は、日本のピアニスト。元広島文化学園大学学芸学部教授。元徳島文理大学音楽学部教授。
徳島県徳島市出身。東京藝術大学音楽学部器楽科ピアノ専攻卒業。エッセンフォルクバンク芸術大学マイスタークラス卒業。

## 経歴
徳島県徳島市出身。東京芸術大学音楽学部附属音楽高等学校卒業。東京藝術大学音楽学部器楽科ピアノ専攻を経てドイツのエッセンフォルクバンク芸術大学マイスタークラスを卒業。ピアノを野呂愛子、井口秋子、デートレフ・クラウスに師事。
中四国を中心に演奏活動を行い、sピアノソロリサイタル、2台のピアノデュオ、ヴァイオリンとのデュオ、トリオ、室内楽コンサート、徳島文理大学管弦楽団、徳島市民管弦楽団定期演奏会などでピアノコンツェルトを共演した。
またこれまでに徳島文理大学音楽学部と広島文化学園大学学芸学部で教授を歴任した。

## 文献
- 『ピアノ学習およびピアノ演奏が健常中高齢者の精神的健康にもたらす効果』（小林敏生、古屋敷明美、多田愉可、李ぜいえい、井下べに、広島文化学園大学学芸学部紀要、2014年3月12日）